# Metaprotella africana
Metaprotella africana is een vlokreeftensoort uit de familie van de Caprellidae. De wetenschappelijke naam van de soort is voor het eerst geldig gepubliceerd in 1903 door Mayer.